# Hans Lyngby Jepsen
Hans Lyngby Jepsen, född den 1 april 1920 i Aalborg, död den 31 juli 2001, var en dansk författare.

## Biografi
Lyngby Jepsen växte upp under små omständigheter i Aalborg och började efter att ha gått på Klostermarkens Skola och Katedralskolan 1939 att studera matematik vid Polyteknisk Læreanstalt i Köpenhamn. Efter avslutade studier arbetade han 1945-1953 som statistiker vid stadens ingenjörskontor i Köpenhamn.
Lyngby Jepsen debuterade som novellist 1945 med Kvindesind och ur hans rikhaltiga produktion kan också nämnas romantrilogin Paradishuset (1963), Træerne (1965) och Jorden (1966).
Stilen i hans romaner var från början en ganska tung tradition dominerad  av realism, medan han redan med romanen Rød Jord blev mer personlig. Från 1953 kunde han med hjälp av olika stipendier och priser arbetar heltid som författare.

## Hedersutmärkelser
Lyngby Jepsen, som från 1957 till 1963 var ordförande i Dansk Forfatterforening hedrades 1960 med Louisianapriset och 1967 med Søren Gyldendal-priset. Han tilldelades också ett stipendium Emma Bærentzens Legat 1950,